# Tailin
Tailin es una localidad peruana ubicada en el distrito de Santa Catalina de Mossa, perteneciente a la provincia de Morropón del departamento de Piura, al norte del Perú. 

## Ubicación
Tailin se ubica al norte de la provincia de Morropón, en el distrito de Santa Catalina de Mossa, en el departamento de Piura.

## Demografía
En 2017 Tailin tenía una población de 19 habitantes.
| Gráfica de evolución demográfica de Tailin entre 1993 y 2017 |
|                                                              |
| Fuentes: Población 1993 y 2017                               |